# Galo Legarda
Galo Legarda Gaete (* 2. März 1933 in Guayaquil, Ecuador; † 1991)  war ein ecuadorianischer Karambolagespieler in der Disziplin Dreiband.

## Karriere
Schon in jungen Jahren fühlte er sich von der magischen Bewegung der Elfenbeinkugeln auf dem Tisch des grünen Tuches angezogen und versuchte, die Geheimnisse dieses Sports kennenzulernen. Im Alter von zwölf Jahren stellte er die ersten Geräte auf den Tischen des „Guayaquil Yacht Clubs“ her und trat schnell in die Welt der Dreibands ein, die die Geheimnisse erfahrener Champions dieser Zeit lernten, wie „Chivo“ Echeverría und Miguel Madinyá. Es dauerte nicht lange, bis er, mit Hingabe und Beständigkeit, seine Lehrer übertraf.
Legarda debütierte international 1960 als Vertreter Ecuadors bei der Südamerikameisterschaft in Buenos Aires. Zu seiner Überraschung entdeckte er, dass es unerlässlich war, „schwere“ Kleidung (Anzug, langärmeliges Hemd, Fliege und Weste) zu tragen, die die freie Bewegung erschwerte. Der Smoking und die Fliege waren ein Problem, das er überwinden musste. Er sagte dazu:

«Originalmente me sentí muy incómodo. Poco a poco me fui acostumbrando, aunque siempre extrañaba las cómodas camisas de  manga corta que usaba en Guayaquil. Menos mal que esta disposición, emanada de la Unión Mundial de Billar, fue luego rectificada»

„Ursprünglich fühlte ich mich sehr unwohl. Nach und nach gewöhnte ich mich daran, obwohl ich die bequemen Kurzarm-Shirts, die ich in Guayaquil trug, immer vermisst habe. Glücklicherweise wurde diese Bestimmung, die von der Union Mondiale de Billard stammt, später korrigiert.“

„El Tigre“, wie er genannt wurde, war der wichtigste Dreibandspieler in der ecuadorianischen Sportgeschichte. Er war 1975 Südamerikanischer Meister, 1977, 1980 und 1985 Lateinamerikanischer Meister, hinter Johann Scherz Vierter bei der WM 1981 in Kairo und Fünfter bei den WM 1966 in Lima. 1964 (Ostende, Belgien), 1965 (Hilversum, Niederlande), 1977 (Tokio) und 1980 (Buenos Aires) kam er bis ins Viertelfinale der Weltmeisterschaften.  Er war 27 mal Nationalmeister, 20 mal Vertreter Lateinamerikas bei den Weltmeisterschaften und südamerikanischer und panamerikanischer Rekordhalter.

## Ehrungen
1977 und 1980 wurde er vom „Revista Estadio“ zum besten Sportler des Jahres gewählt.

## Erfolge
- Dreiband-Panamerikameisterschaften:  1965, 1977, 1980, 1985  1964
- Peruanische Dreiband-Meisterschaft:  27 ×

Quellen: 